# Piotrów (powiat piotrkowski)
Piotrów – wieś w Polsce, w województwie łódzkim, w powiecie piotrkowskim, w gminie Sulejów, na wschód od trasy drogi wojewódzkiej nr 742.
Do 2023 miejscowość była przysiółkiem wsi Klementynów.
W latach 1975–1998 przysiółek należał administracyjnie do województwa piotrkowskiego.